# Burkina Faso ai Giochi della XXX Olimpiade
Il Burkina Faso ha partecipato ai Giochi della XXX Olimpiade di Londra, che si sono svolti dal 27 luglio al 12 agosto 2012, con una delegazione di 5 atleti senza vincere alcuna medaglia.

## Atletica leggera
Gare maschili
| Atleta         | Gara  | Batterie | Batterie | Quarti | Quarti | Semifinali      | Semifinali      | Finale          | Finale          |
| Atleta         | Gara  | Tempo    | Pos.     | Tempo  | Pos.   | Tempo           | Pos.            | Tempo           | Pos.            |
| -------------- | ----- | -------- | -------- | ------ | ------ | --------------- | --------------- | --------------- | --------------- |
| Gerard Kobeane | 100 m | 10.42    | 1° Q     | 10.48  | 6°     | Non qualificato | Non qualificato | Non qualificato | Non qualificato |

Gare femminili
| Atleta       | Gara           | Batterie | Batterie | Quarti | Quarti | Semifinali      | Semifinali      | Finale          | Finale          |
| Atleta       | Gara           | Tempo    | Pos.     | Tempo  | Pos.   | Tempo           | Pos.            | Tempo           | Pos.            |
| ------------ | -------------- | -------- | -------- | ------ | ------ | --------------- | --------------- | --------------- | --------------- |
| Marthe Koala | 100 m ostacoli | 13.91    | 7°       | N.D.   | N.D.   | Non qualificata | Non qualificata | Non qualificata | Non qualificata |

## Judo
| Atleta         | Gara             | 32-esimi             | 16-esimi                 | Quarti               | Semifinali           | 1° Ripescaggio       | 2° Ripescaggio       | Finale               | Finale          |
| Atleta         | Gara             | Avversario Risultato | Avversario Risultato     | Avversario Risultato | Avversario Risultato | Avversario Risultato | Avversario Risultato | Avversario Risultato | Classifica      |
| -------------- | ---------------- | -------------------- | ------------------------ | -------------------- | -------------------- | -------------------- | -------------------- | -------------------- | --------------- |
| Severine Nebie | -63 kg femminile | N.D.                 | Willeboordse P 0001–1000 | Non qualificata      | Non qualificata      | Non qualificata      | Non qualificata      | Non qualificata      | Non qualificata |

## Nuoto
Il Burkina Faso ha guadagnato due "Universality places" dalla Federazione internazionale del nuoto.
Maschile
| Atleta          | Evento            | Batteria | Batteria   | Semifinale      | Semifinale      | Finale          | Finale          |
| Atleta          | Evento            | Tempo    | Classifica | Tempo           | Classifica      | Tempo           | Classifica      |
| --------------- | ----------------- | -------- | ---------- | --------------- | --------------- | --------------- | --------------- |
| Adama Ouedraogo | 50 m stile libero | 25.26    | 41°        | Non qualificato | Non qualificato | Non qualificato | Non qualificato |

Femminile
| Atleta                  | Evento            | Batteria | Batteria   | Semifinale      | Semifinale      | Finale          | Finale          |
| Atleta                  | Evento            | Tempo    | Classifica | Tempo           | Classifica      | Tempo           | Classifica      |
| ----------------------- | ----------------- | -------- | ---------- | --------------- | --------------- | --------------- | --------------- |
| Angelika Sita Ouedraogo | 50 m stile libero | 32.19    | 62°        | Non qualificata | Non qualificata | Non qualificata | Non qualificata |